# Hierodula patellifera
Hierodula patellifera ist eine Fangschreckenart aus der Familie der Mantidae.

## Merkmale

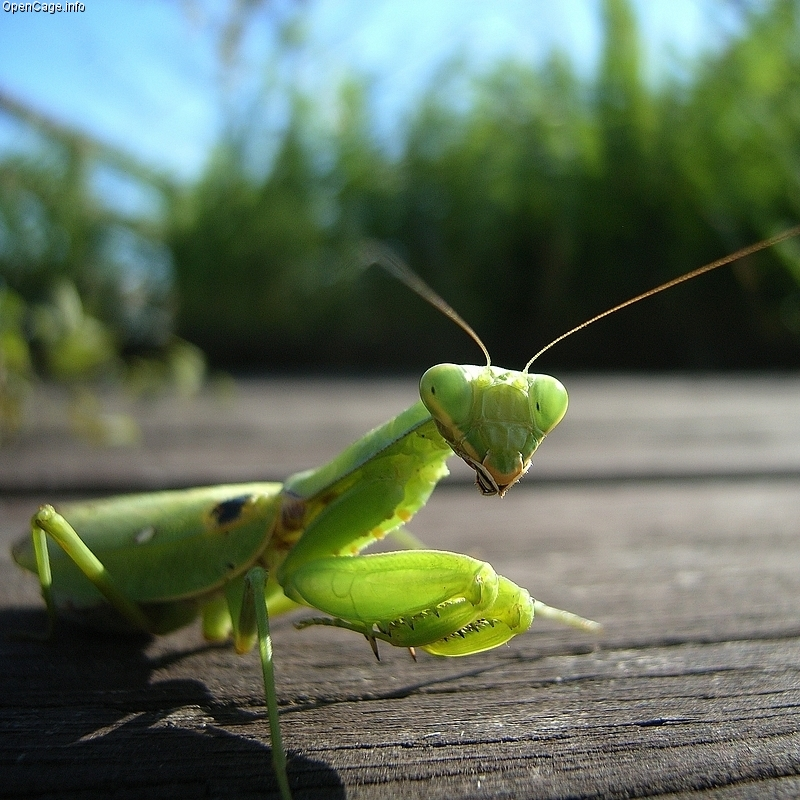
Frontalansicht eines Weibchens

Die Weibchen von Hierodula patellifera werden  65 bis 75  mm lang, die Männchen bleiben kleiner und erreichen eine Körperlänge von 45 bis 65 mm. Damit zählt Hierodula patellifera zu den kleineren Vertretern der Gattung. Der Körperbau der Art entspricht weitestgehend dem anderer Vertreter der Familie Mantidae und ist dementsprechend kräftig. Die Grundfärbung variiert von hellgrün über türkisgrün bis braun, die Beine sind leicht rosa gestreift. Wie bei vielen Fangschrecken verfügen die schmaleren Männchen über acht Hinterleibssegmente, während deren Anzahl bei den Weibchen sechs beträgt. Auch Hierodula patellifera verfügt über schwarze Augenflecken auf den Innenseiten der Fangarme und auf den Rückflügeln, die zur Drohgebärde dienen.

### Ähnliche Arten
Hierodula patellifera ähnelt anderen Arten der Gattungen, wie der Indischen Riesengottesanbeterin (Hierodula membranacea) oder der Australischen Riesenmantis (Hierodula majuscula). Sie unterscheidet sich jedoch etwa von diesen abgesehen von der Färbung durch die kleinere Größe. Weitere Ähnliche Arten sind in der Familie Mantidae zu finden. Beispiele sind die Ghana-Gottesanbeterin (Sphodromantis lineola) oder die Europäische Gottesanbeterin (Mantis religiosa).

## Verbreitung
Hierodula patellifera ist in Süd-, Südost- und Ostasien verbreitet. Ihr Habitat bildet das Blattwerk verschiedener Bäume und Sträucher.

## Lebensweise
Die Lebensweise von Hierodula patellifera gleicht weitestgehend der vieler anderer Fangschrecken. So verhält sich auch diese Art reglos in ihrem Habitat und lauert dort auf Beutetiere. Gelangt ein solches in Sichtweite, schleicht sie sich die Fangschrecke an das Beutetier an und fängt es mit den bedornten Fangarmen, die in wenigen Millisekunden nach vorn schnellen. Als Beutetiere kommen vor allem andere Gliederfüßer in passender Größe in Frage.

### Fortpflanzung

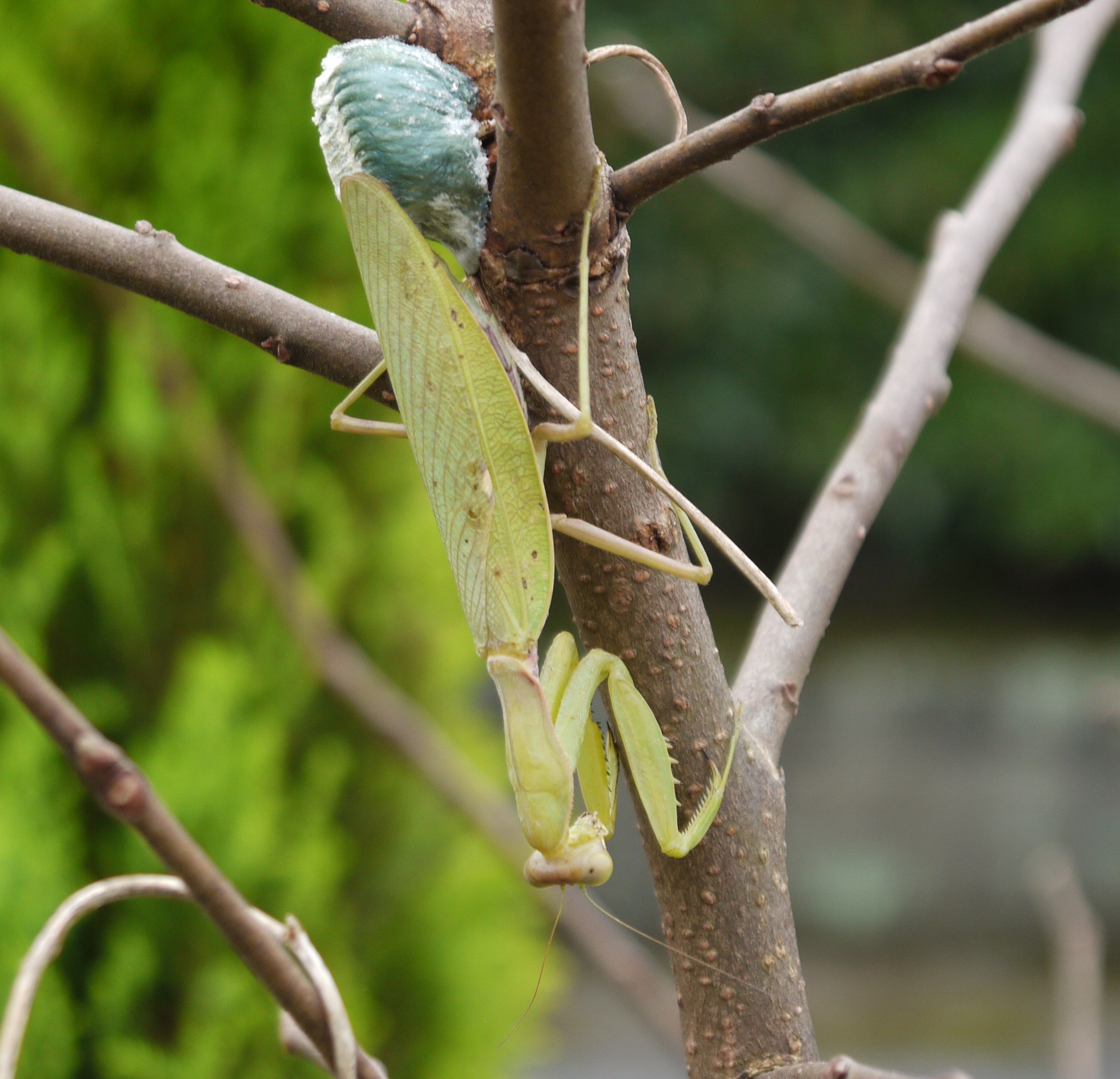
Weibchen von H. patellifera bei der Ablage einer Oothek

Die Männchen erlangen bei Hierodula patellifera zwei Wochen nach der Adulthäutung, die Weibchen drei Wochen nach der Adulthäutung ihre Geschlechtsreife. Das Fortpflanzungsverhalten von H. patellifera gleicht weitestgehend dem anderer Fangschrecken. Die Paarung dauert hier eine bis fünf Stunden. Kannibalismus kann auch bei dieser Art auftreten. Die ersten Ootheken können die Weibchen bereits vier Wochen nach der Imaginalhäutung ablegen. Insgesamt können acht weitere in einem Zeitabstand von 10 bis 14 Tagen abgelegt werden. Vier bis fünf Wochen nach der Ablage beginnt der Schlupf der Jungtiere, deren Anzahl bei einer Oothek 150 betragen kann.

### Feinde und Verteidigung

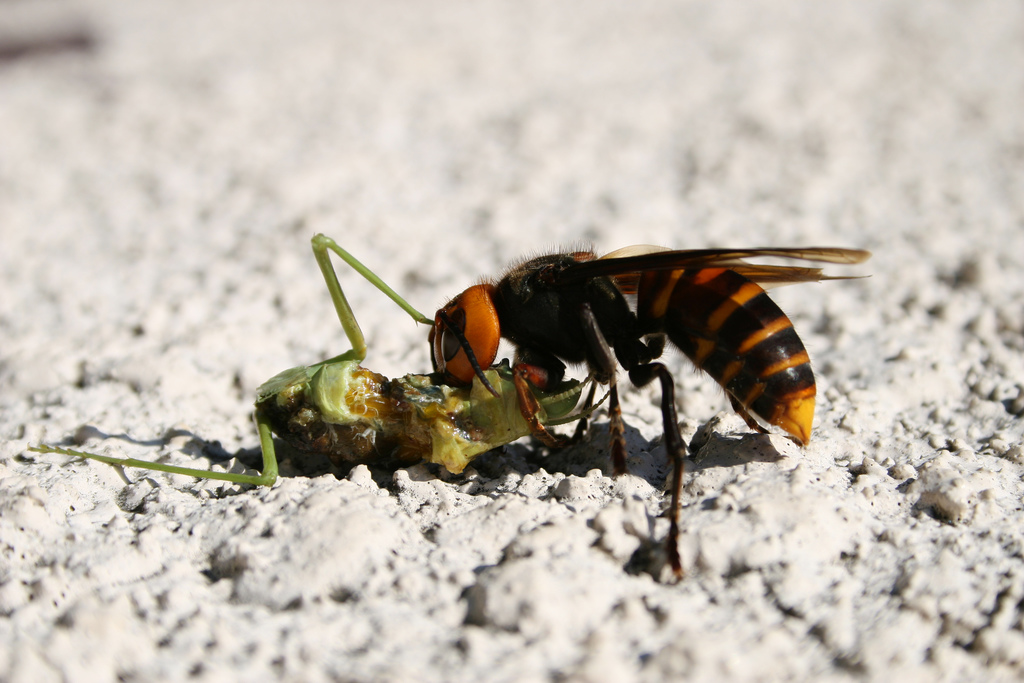
Die Asiatische Riesenhornisse erbeutet nicht selten Exemplare kleiner bis mittelgroßer Fangschrecken, darunter auch Hierodula patellifera.

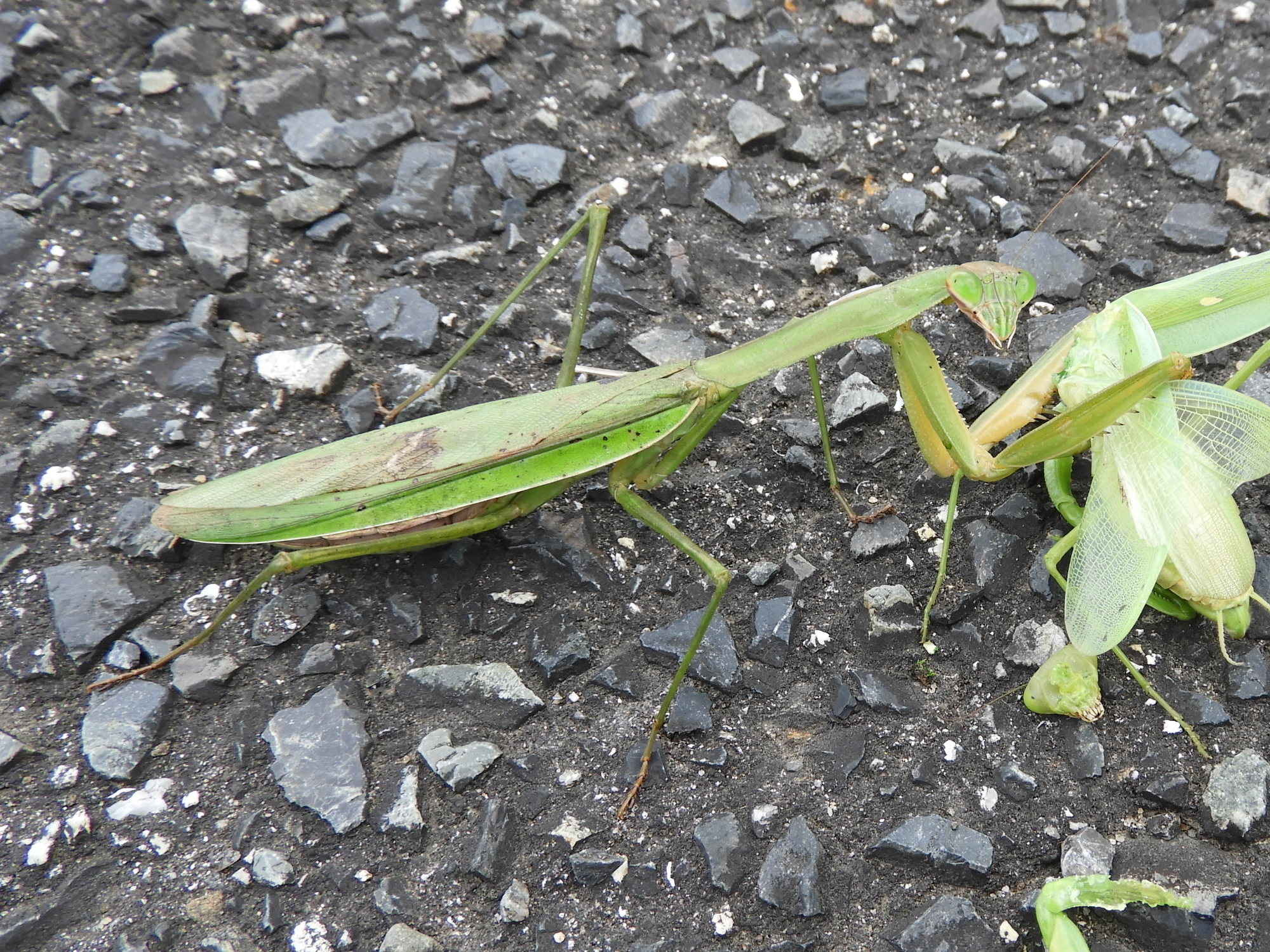
Größere Fangschrecken wie die Japanische Riesenmantis zählen ebenfalls zu den natürlichen Feinden von H. patellifera.

Hierodula patellifera ist in freier Natur zahlreichen Fressfeinden und Parasiten ausgesetzt. Dazu gehören besonders Wirbeltiere, wie Vögel, Reptilien, Amphibien und einige Säuger, jedoch auch andere Arthropoden, darunter größere Spinnentiere (etwa Vogelspinnen), größere Hundertfüßer und räuberisch lebende Insekten. Ebenso zählen auch größere Fangschrecken zu den Fressfeinden von H. patellifera. Ein weiterer Feind ist die Asiatische Riesenhornisse, deren Arbeiterinnen und Königinnen gelegentlich einzelne Individuen von H. patellifera erlegen und diese entweder zur eigenen Nahrungsaufnahme oder als Proteinquelle für ihre Larven nutzen. Zu den parasitären Feinden der Art zählen etwa Saitenwürmer.
H. patellifera verlässt sich in erster Linie auf ihre Tarnung, um vor Fressfeinden verborgen zu bleiben. Dies schließt auch die Bewegung der Fangschrecke ein, die die Tiere wie vom Wind beeinflusste Blätter erscheinen lässt. Die Fortbewegung wird je nach Umständen wie Wetter und Tageszeit optimiert. Die Tiere können sich ebenso mit ihrer Drohgebärde oder notfalls mit ihren Mandibeln und Fangarmen verteidigen.

## Haltung im Terrarium
Hierodula patellifera ist wie die anderen Arten der Gattung bedingt durch ihre Pflegeleichtigkeit eine beliebte Art für die Haltung im Terrarium. Sie kann außerdem unter passenden Umständen auch frei gehalten werden.

## Galerie

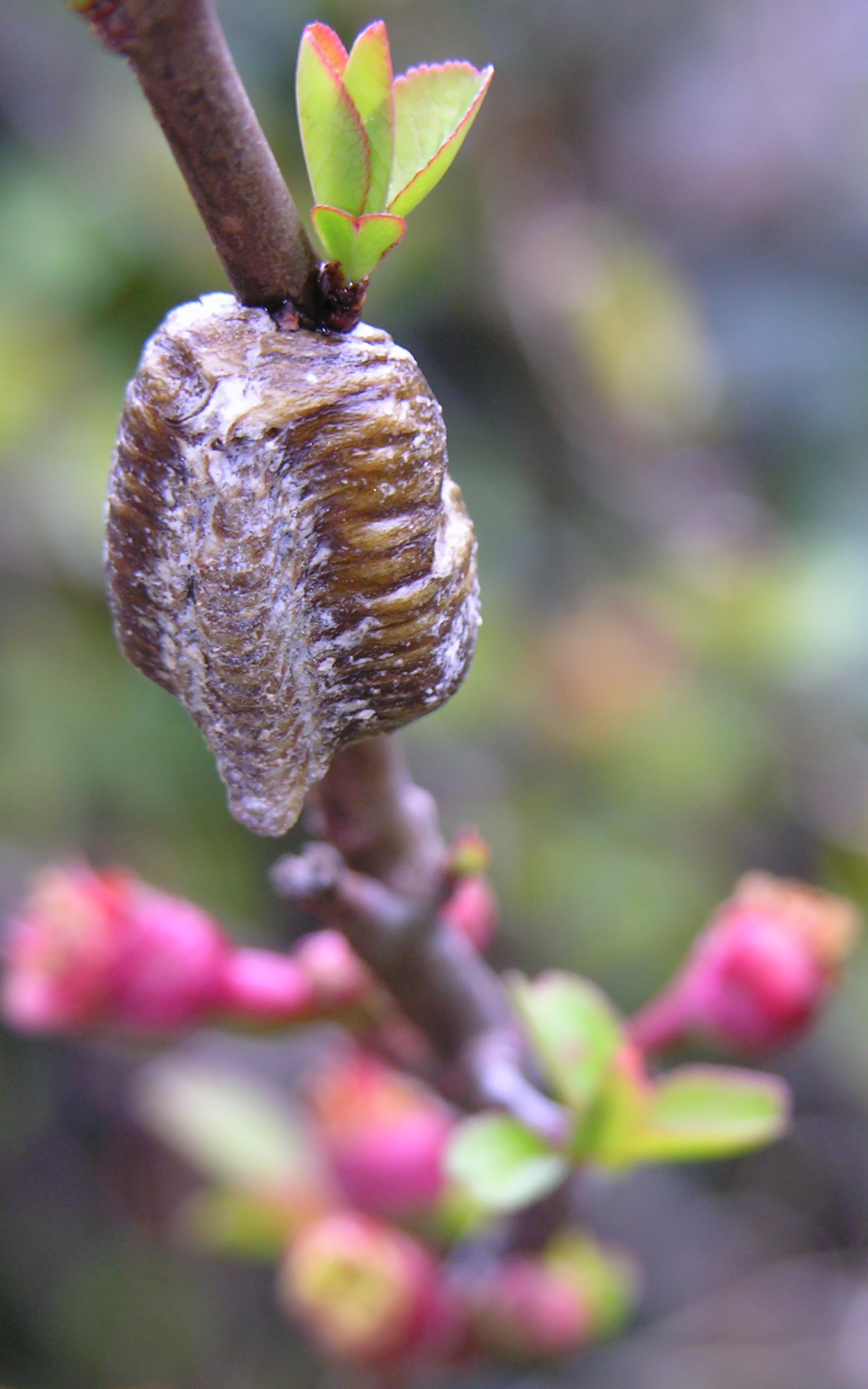
Oothek
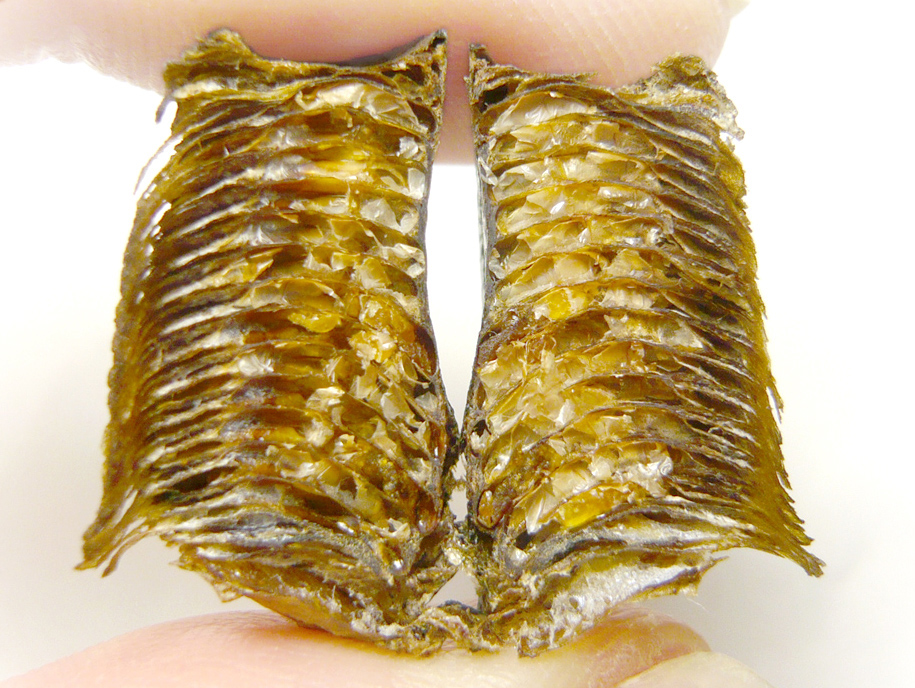
Geöffnete Oothek
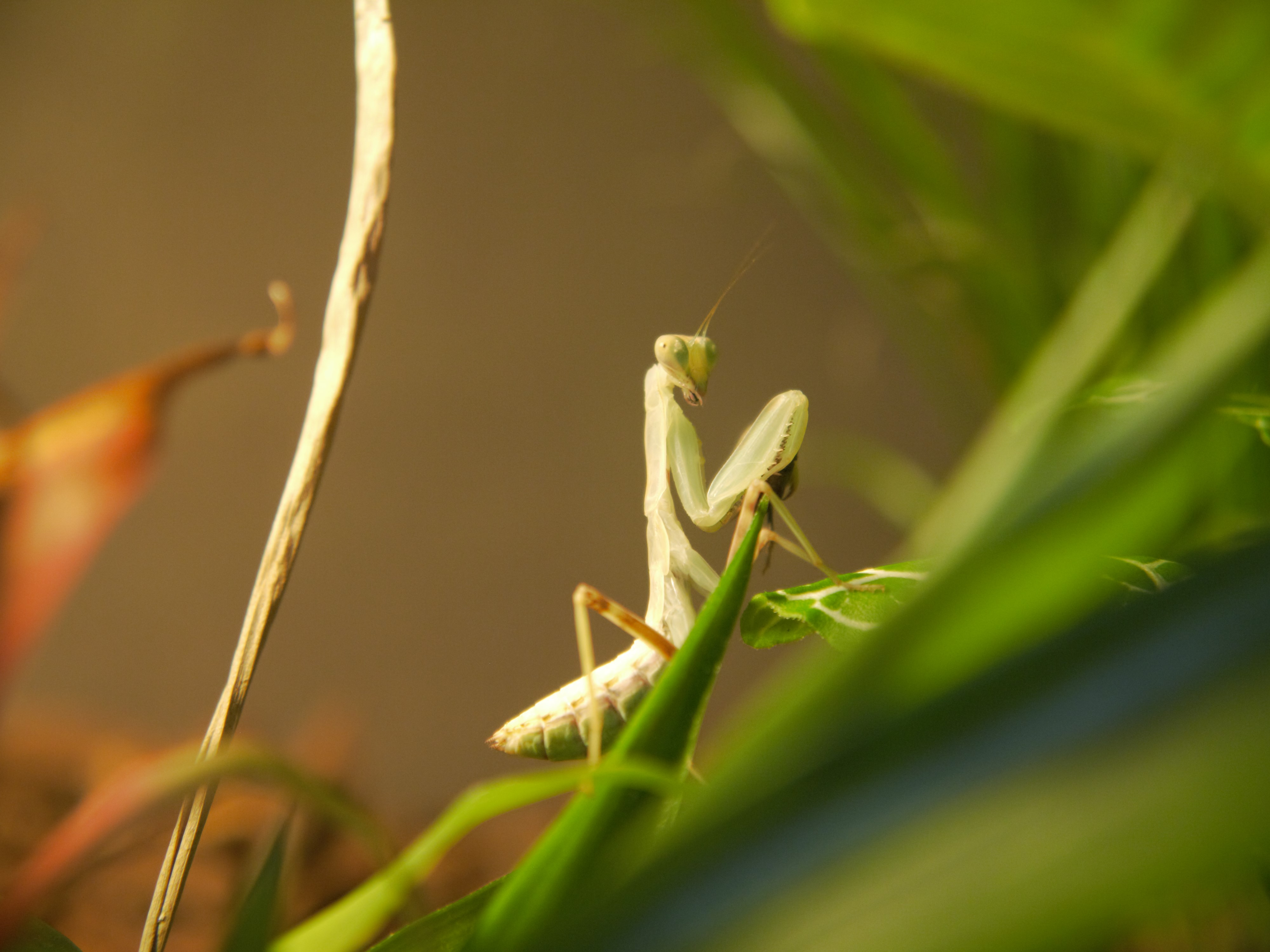
Jungtier
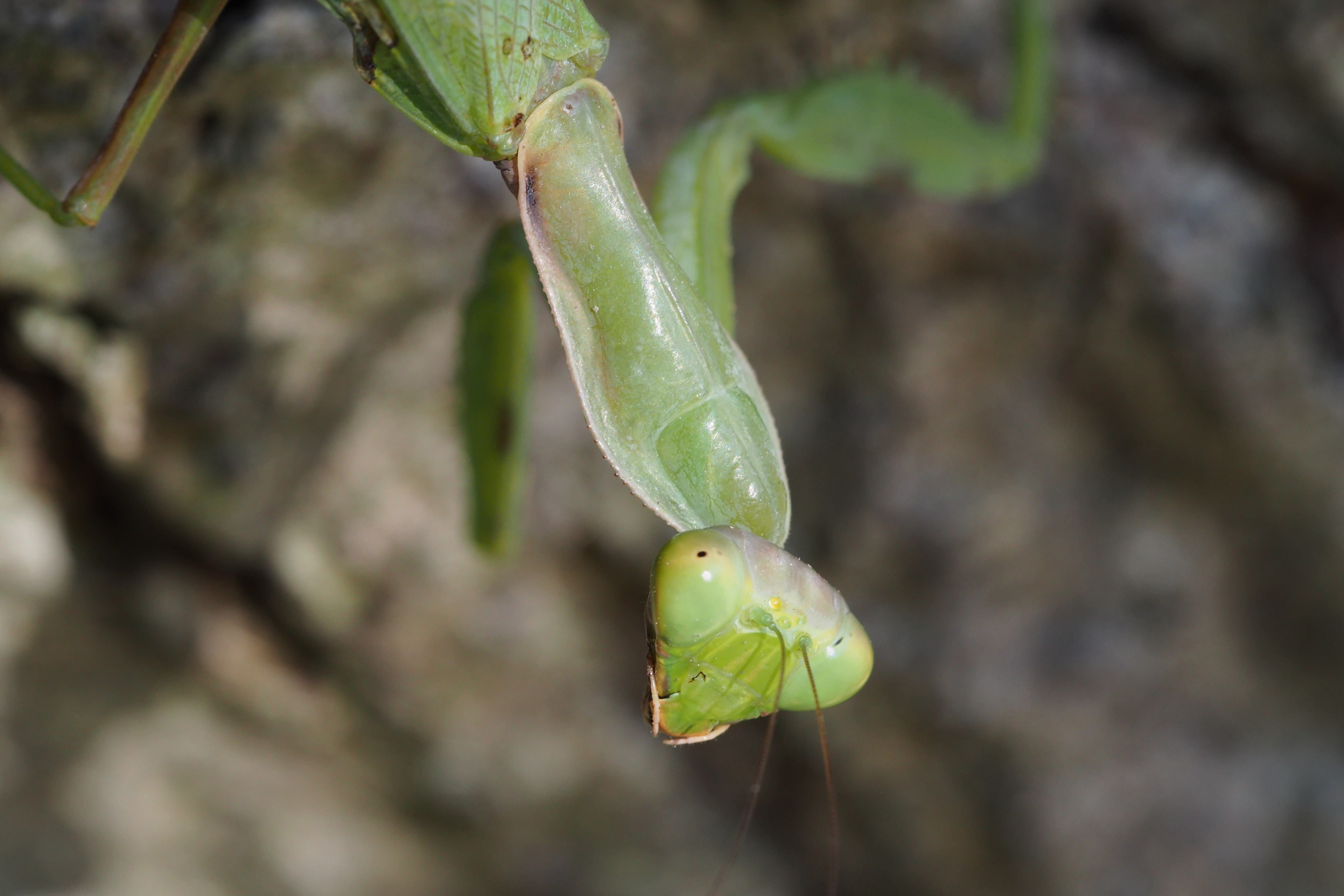
Detailaufnahme eines Weibchens
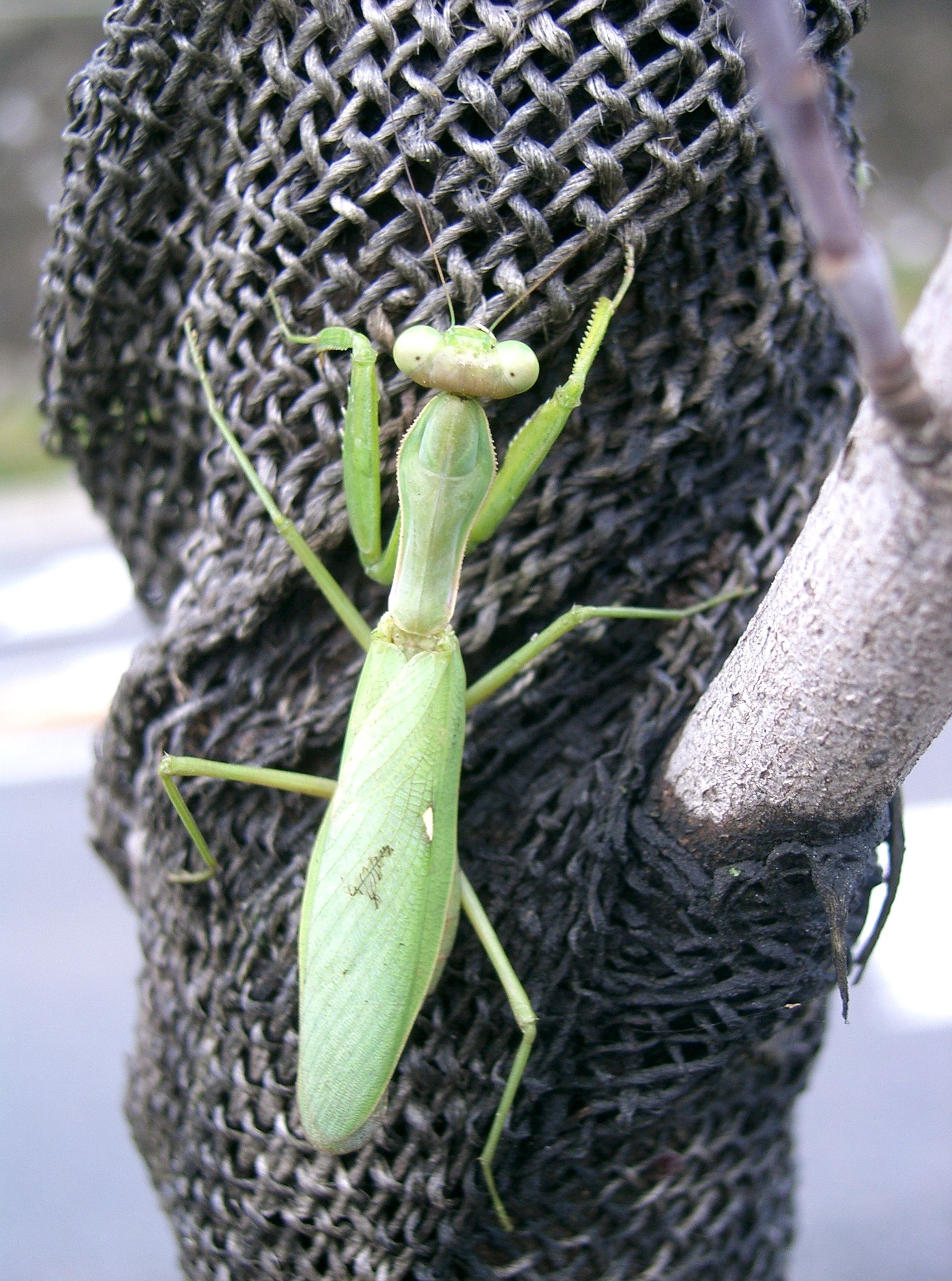
Draufsicht eines Weibchens
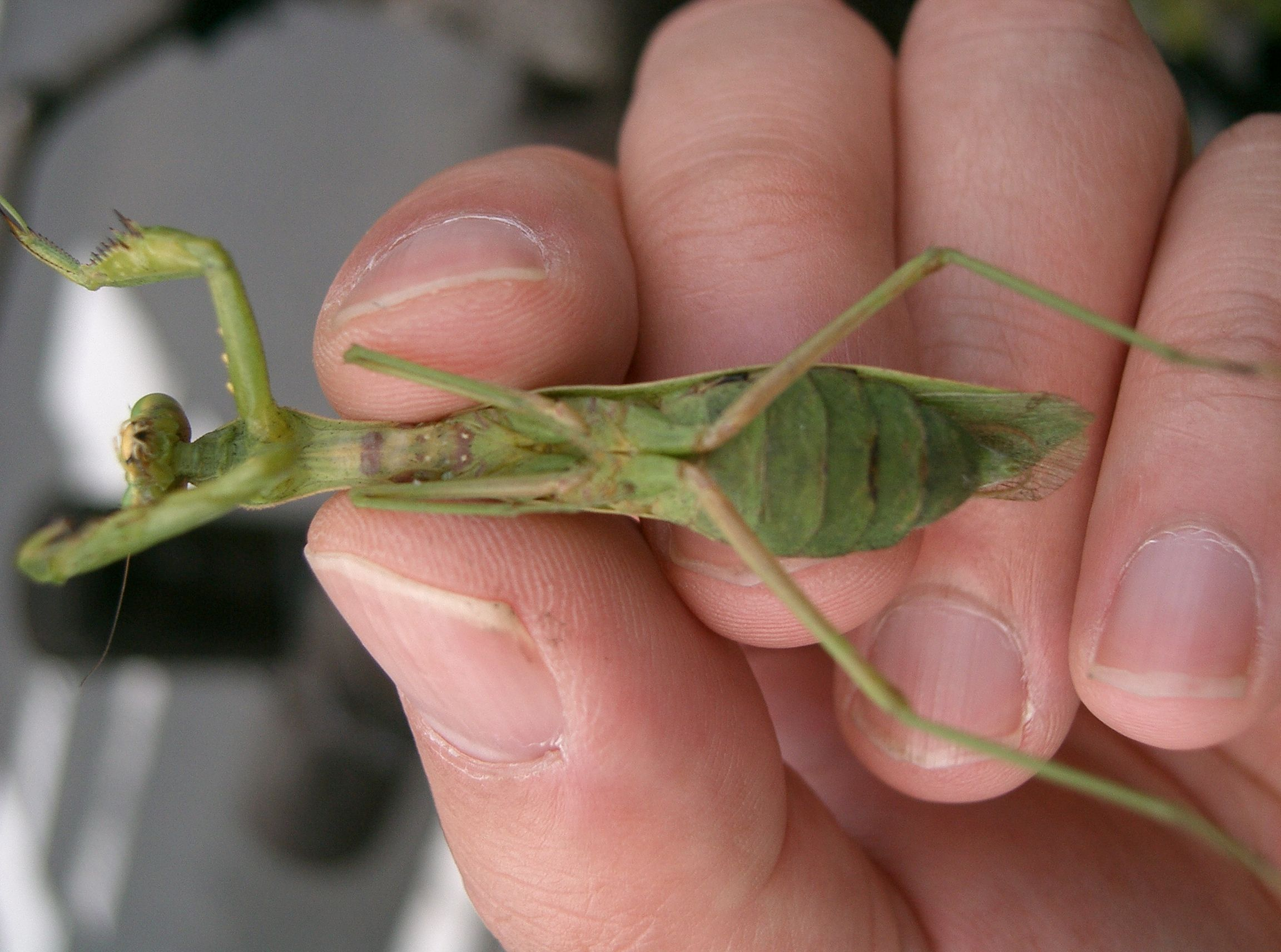
Unteransicht eines Weibchens
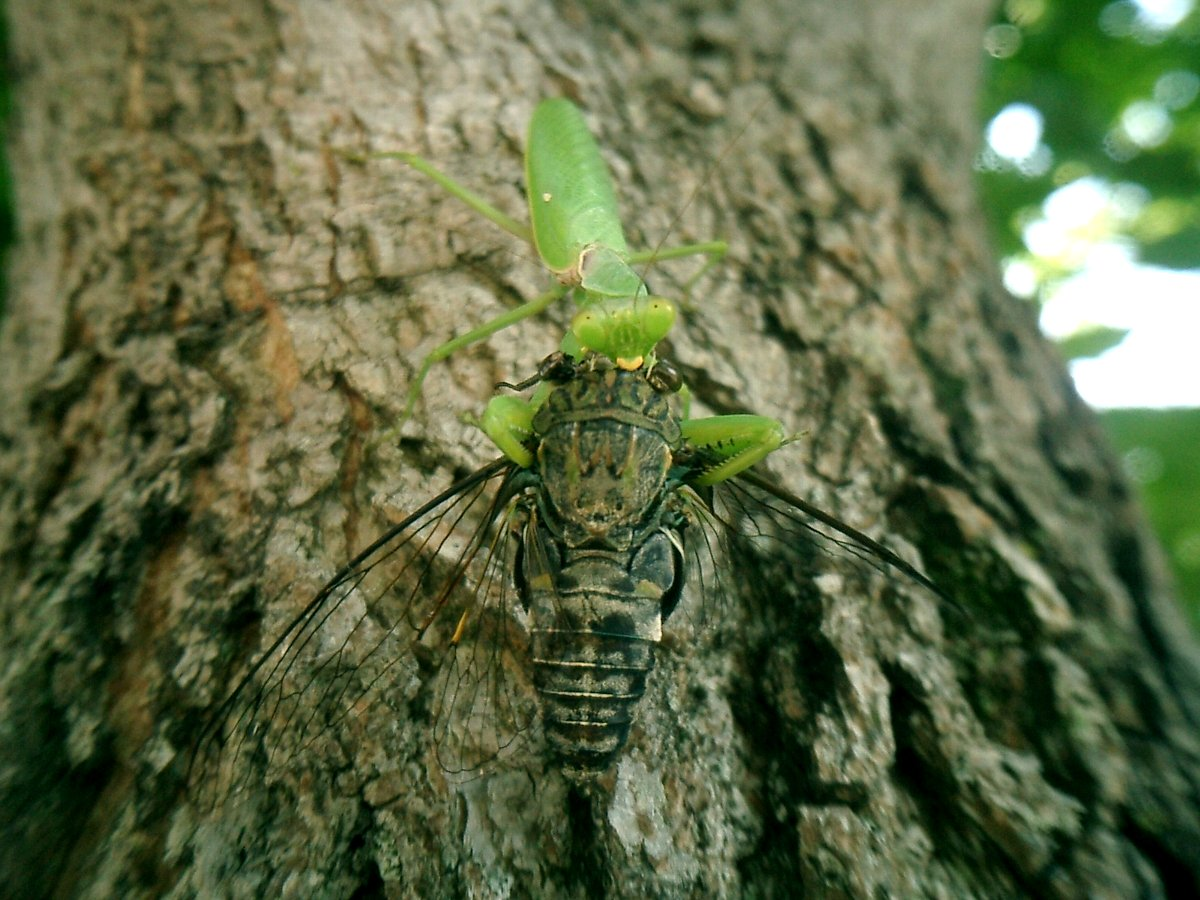
Männchen mit erbeuteter Zikade